# Goudsche Siroopfabriek

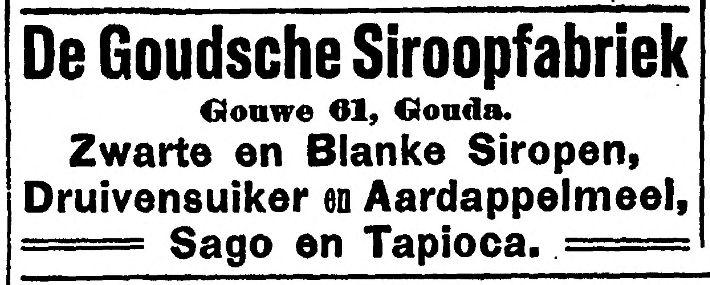
Een advertentie van de Goudsche Siroopfabriek in 1911

De  Goudsche Siroopfabriek was een fabriek, die in 1836 in Gouda werd opgericht voor de fabricage van  "aardappelsiroop, bloem (=aardappelmeel) en andere voedzame bestanddelen".

## Geschiedenis
De fabriek werd opgericht door Arie Schoneveld van der Cloet (1797-1859) en David Willem Westerbaan (1808-1884) en stond aan de Gouwe in Gouda. Er was al eerder in Gouda een aardappelsiroopfabriek gevestigd geweest en wel in 1819 aan de Westhaven door ene Jacobus Johannes Hendrikus van Wetering. Deze fabriek had in de korte tijd van haar bestaan voor zoveel stankoverlast gezorgd dat het gemeentebestuur van Gouda het nieuwe verzoek voorlegde aan het college van Gedeputeerde Staten van Zuid-Holland. De vergunning werd verleend mits de fabrikanten voldoende maatregelen zouden treffen om zowel stankoverlast als de vervuiling van het grachtwater te voorkomen. Tegen het gebruik van een stoommachine door de fabriek bestond geen bezwaar.
Een eerste verzoek om vrijstelling van belasting werd in 1837 door het Goudse gemeentebestuur afgewezen. Een tweede verzoek in 1839 had meer succes, waarbij het argument van de werkgelegenheid doorslaggevend was. In 1842 werkten er - in het seizoen dat liep van september tot april - 80 werknemers. In dat jaar werd het bedrijf met een sagofabriek uitgebreid.
De resultaten van het bedrijf waren in de eerste periode tot halverwege de 19e eeuw vrij positief, waarbij zich jaarlijks wel wat schommelingen voordeden. Zo werd bijvoorbeeld vanwege de mislukte aardappeloogst in 1845 de fabrieksbezetting in januari 1846 al teruggebracht naar het niveau dat normaal na afloop van het seizoen in mei in dienst was.
In 1853 stichtten de oprichters, samen met Andrinus van Iterson, de Stearine kaarsenfabriek Gouda. Van 1853 tot 1858 maakte de kaarsenfabriek gebruik van de stoommachine van de Goudsche siroopfabriek. In 1861 werd de fabriek op de algemene tentoonstelling van Nederlandse nijverheid voor de producten aardappelmeel en -siroop bekroond met een bronzen medaille. Belangrijke afnemers van de aardappelstroop waren de Goudse bakkers, die na 1853 begonnen met de fabricage van stroopwafels.
In augustus 1870 werd het bedrijf getroffen door een grote brand, waarbij het bedrijf forse schade opliep. In 1871 was de schade hersteld en werd een nieuwe stoommachine geïnstalleerd. In 1874 werd het bedrijf omgezet in een Naamloze Vennootschap. Een neef van David Willem Westerbaan, Hendrik IJssel de Schepper, werd directeur van de NV. Nog weer later zou een zoon van Arie Schoneveld van der Cloet, dr. Jacobus Cornelis Schoneveld van der Cloet de directeursfunctie vervullen. De directeur van de plaatselijke waterleidingmaatschappij, Jan Herman Becking, was tevens directeur van de Goudsche Siroopfabriek. Na het overlijden van Schoneveld van der Cloet in 1910 kwam de leiding van het bedrijf in handen van Leonardus Cornelis Becking, een zoon van Jan Herman Becking.
De resultaten in de periode tot de Eerste Wereldoorlog waren overwegend positief. Jaarlijks werden miljoenen kilo's aardappelen verwerkt. Het aantal stoomketels werd uitgebreid. Ook in 1887 was er weer een bedrijfsbrand, die zich - zoals de krant meldde - aanvankelijk ernstig liet aanzien. Uiteindelijk bleken de gevolgen mee te vallen en kon het bedrijf ongestoord door blijven werken. In de jaren erna vonden regelmatig verdere uitbreidingen van het bedrijf plaats. Het bedrijf is tot ruim na de Tweede Wereldoorlog doorgegaan met de productie van stroop. Omstreeks 1960 is het bedrijf opgehouden te bestaan. In 1964 werden de bedrijfsgebouwen aan de Gouwe gesloopt om plaats te maken voor een nieuw kantoor van het arbeidsbureau. 